# ルイ・ジューヴェ
ルイ・ジューヴェ（フランス語: Louis Jouvet, 1887年12月24日 - 1951年8月16日）は、フランスの男優・演出家・劇団主宰者。パリを本拠としながら、内外へも度々巡演した。日本には、1937年輸入公開された『女だけの都』以降の、多くのフランス映画に登場して知られた。ルイ・ジュヴェとも表記する。当代の新作のほか、古典とくにモリエールを、演出し演技した。

## 略歴
フィニステール県のクロゾンに生まれ、土木技師の父の転勤にともない、幼少時を転々した。10歳のとき父が事故死し、母の兄が住むアルデンヌ県のルテルに移り、転入した中学で演劇を教わった。
1905年（17歳）、パリ薬科大学（l'École de Pharmacie à Paris）に入学し、かたわら、1908年にアマチュア劇団を組織して、少数回ずつの公演を繰り返した。この時期、フランス国立高等演劇学校 （コンセルヴァトワール）の入試に3回落ちた。
1913年（25歳）、薬剤師一級試験に合格した上で、演劇のプロの道に入り、時代順に、次の3劇場と深くかかわった。

### ヴィユ・コロンビエ劇場の時代
1913年（25歳）から、1922年（34歳）まで。
ヴィユ・コロンビエ劇場は、パリ第6区、サンジェルマン・デ・プレ大通りに近いヴィユ・コロンビエ通りにあり、作家・演出家のジャック・コポー（1879 - 1949）が、1913年から1924年まで主宰した劇団の本拠だった。ジューヴェは、その旗揚げから舞台総監督兼俳優として参加し、名を高めた。
- この時期の後半パリに遊学し、同劇場に自由に出入りできた岸田國士によれば、ジューヴェは、演出助手・装置主任ともいうべき存在だった。

第一次世界大戦勃発の1914年（26歳）、ジューヴェ薬剤師は、衛生兵として従軍した。
大戦末期の1917年 - 1918年には、劇団のニューヨーク公演の番頭を勤めた。

### コメディ・デ・シャンゼリゼの時代
1922年（34歳）から、1934年（46歳）まで。
コメディ・デ・シャンゼリゼ（Comedie des Champs-Élysés）は、パリ第8区、シャンゼリゼ通りから南へ折れたシャンゼリゼ劇場内の小劇場で、ジューヴェは1922年、シャンゼリゼ劇場の技術監督となって内部を改装し、1924年、解散したヴィユ・コロンビエ座の座員も選抜吸収し、コメディ・デ・シャンゼリゼを本拠とする座を組織した。
- ジュール・ロマン、ジョルジュ・デュアメル、ロジェ・マルタン・デュ・ガール、ジャン・ジロドゥらが戯曲を書いた。特にジロドゥとの交わりは深く、彼の14篇の戯曲の13篇を、ジューヴェが初演した。
- 画家オーギュスト・ルノワールの長子ピエール・ルノワールが、終生の幹部俳優だった。

1926年（38歳）、レジオン・ドヌール勲章五等を受けた。
1927年、パリの在野3劇団と、相互扶助的な4座カルテルを結び、その『野党連合』は、フランス敗戦の1940年まで続いた。
1933年（45歳）、苦しい劇団財政への配慮から、映画『トパーズ』に出演し、以降も『女だけの都』・『旅路の果て』・『舞踏会の手帖』など頻繁に出演し、日本の映画ファンにも親しまれた。

### アテネ劇場の時代
1934年（46歳）から、1951年（63歳）の没まで。
アテネ劇場（Théâtre de l'Athénée）は、パリ第9区、ガルニエのオペラ座の西200メートルにある。ジューヴェは1934年、コメディ・デ・シャンゼリゼとの契約切れを機に、そこへ移った。
1934年（46歳）、かって入学できなかったフランス国立高等演劇学校 （コンセルヴァトワール）の教授に迎えられた。
1936年、パリの国立劇場、コメディ・フランセーズ総支配人就任を要請されて辞退したが、ジャック・コポーやカルテルの仲間らと、同劇場の演出には加わった。レジオン・ドヌール勲章四等を受けた。
1939年9月の第二次世界大戦勃発により、多くの座員が動員され、演劇活動が困難になった。翌年6月フランスが降伏した。ナチ占領下のパリでは公演不能とさとり、非占領地域やスイスを巡演したのち、1941年6月、一座を率いてリオ・デ・ジャネイロへ渡った。中南米での公演は15ヶ国、376回、4年半に及んだが、その間、装置の被災消失、団員の分裂脱退などもあり、破産寸前に追いこまれた。
1944年（56歳）8月、パリ解放。再開初便に乗船し、1945年2月、パリに帰った。シャルル・ド・ゴール首相からコメディ・フランセーズ総支配人就任を要請されたが固辞。アテネ劇場を借り戻して劇団を再編し、12月、ジャン・ジロドゥの遺作の初演で、パリに復活した。ド・ゴールも観劇した。
1947年、コンセルヴァトワールの教授に、再び、迎えられた。
1948年、フランス政府の依頼に応じ、エジプトとヨーロッパ諸国へ巡演した。1950年にもヨーロッパとアフリカへ巡演した。帰国後、レジオン・ドヌール勲章三等を受けた。
1951年（63歳）、カナダ、アメリカへ巡演した。帰国して、アテネ劇場で稽古した夕に倒れ、2日後の8月16日に楽屋で没した。4日後、サンシュルピス教会で葬儀を執り行った。故人が世に出たヴィユ・コロンビエ劇場の目と鼻である。墓はモンマルトル墓地の南域にある。
大演出家のジューヴェは、映画では監督に従順な俳優だった。ジュリアン・デュヴィヴィエは、『映画が好きでなかった彼を、映画は尊敬した』と追悼した。
アテネ劇場は、アテネ・ルイ・ジューヴェ劇場（Théâtre de l'Athénée-Louis-Jouvet）となった。近くの広場は『オペラ＝ルイ・ジューヴェ公園』（Sq. de l'Opera Louis Jouvet）である。

## 影響
- 浅利慶太は、ルイ・ジューヴェの言葉「恥ずべき崇高さ、偉大なる屈辱」を座右の銘とした。演劇の「当たり」を取るためには、時に時代の流行に身を屈さねばならないこともあるという意味である[1]。

## 参考図書
- 諏訪正：『ジュヴェの肖像』、芸立出版KK（1989）、ISBN 9784874660508
- 中田耕治：『ルイ・ジュヴェとその時代』、作品社 （2000）、ISBN 9784878933530

（両著に年表がある。中田の著書には、上演記録・フィルモグラフィー、および、人名・演劇作品・映画作品の索引がある。）
- ルイ・ジュヴェ著・鈴木力衛訳：『演劇論 - コメディアンの回想』、人文書院（1952）